# La resurrección de Cristo (Juan de Flandes)
La Resurrección de Cristo es una obra pictórica de Juan de Flandes, realizada en 1508, que se conserva en el Museo Soumaya. Según Ignacio Vandevivere, está relacionada con las obras del autor para el retablo de la Iglesia de San Lázaro de Palencia.

## Contexto
Juan de Flandes trabajó entre 1496 y 1504 como pintor de cámara de Isabel la Católica hasta que recibió de Fernando el Católico un finiquito por dicha labor el 15 de enero de 1505 en el Alcázar de Toro, como parte de su ración correspondiente a 1504. Luego de la muerte de la monarca y perder su ración, Flandes tuvo que entrar en competencia con otros pintores. Luego de finalizar las pinturas para el retablo mayor de la Universidad de Salamanca, ya en 1509 el artista residía en Palencia, buscando mejores condiciones de trabajo y la protección de personajes vinculados a la corte de Isabel la Católica como el obispo Juan Rodríguez de Fonseca o don Sancho de Castilla. El mismo Rodríguez de Fonseca, electo obispo de Palencia desde 1504, estuvo presente en la firma de convenio con Juan de Flandes para la ejecución de las obras en la Iglesia de San Lázaro y probablemente fue quien le indicó al pintor tanto la disposición como el programa iconográfico de las pinturas.
Tanto Vandevivere como Silva Maroto señalaron la relación de esta obra con la Resurrección de la catedral de Palencia, por la construcción y preparación de su soporte, compuesto por madera de pino encolada a travesaños, idéntico a las tablas del retablo de San Lázaro. Fue propiedad de la Galería Caylus de Madrid y fue adquirida por el Museo Soumaya en 1989.

## Descripción

### Cristo
La escena plasmada por la obra muestra a Jesús venciendo a la muerte en el sepulcro, con las convenciones pictóricas adoptadas para la escena desde el siglo XII y sus elementos dramáticos: soldados adormecidos apreciando la escena y el personaje central abandonando el sarcófago mortuorio con un estandarte de la resurrección en la mano izquierda. Esto es, una bandera blanca con una cruz roja del tipo Crux longa, la cual se conserva en la tradición cristiana desde la época de Constantino y se conservó en las representaciones del hecho incluso hasta el siglo XIX. Con la mano derecha, Cristo hace la señal de la trinidad.
Jesús no aparece en un sepulcro en la roca, como otras representaciones pictóricas, sino saliendo de un lujoso sepulcro de mármol tallado a la usanza de la época y que se muestra parcialmente. Los lacres de la tumba lucen sellados, en consonancia con el evangelio de Mateo (27, 62-66), que narra que la sepultura de Cristo estaba sellada al momento de su resurrección y había una guardia que las autoridades ordenaron colocar. Cristo aparece al centro de la tabla con una postura ligeramente escorzada, a semejanza de un grabado de Martin Schongauer sobre el mismo tema. Su cuerpo luce casi completo —a excepción del pie izquierdo— envuelto en un manto rosa que permite ver los estigmas de la crucifixión en manos, pies y el costado de una manera realista. La mirada de Cristo está dirigida a Dios Padre. Toda la escena ocurre al amanecer, con una bruma ligera en donde hay peñas rocosas, y una golondrina volando. No se aprecia la ciudad de Jerusalén a diferencia de la otra Resurrección pintada por Flandes para la catedral de Palencia.

### Soldados
Son tres soldados los que presencian la escena que portan armas propias de la época. El soldado adormecido en el sepulcro a la izquierda tiene una ballesta y un tocado tipo alfareme, musulmán. Tanto el casco de este soldado, que reposa en el suelo junto a Cristo, como el del soldado en la parte inferior derecha de la composición, muestran reflejos de una ciudad apocalíptica en llamas. Este personaje tiene una lanza y un escudo de cuero de estilo hispanomusulmán con borlas. Un tercer soldado a la derecha, detrás de Cristo, observa la escena. Tiene un tocado de plumas que sostiene con una mano ante el viento y con la otra sostiene una espada con la mirada dirigida a Cristo.

### Estilo

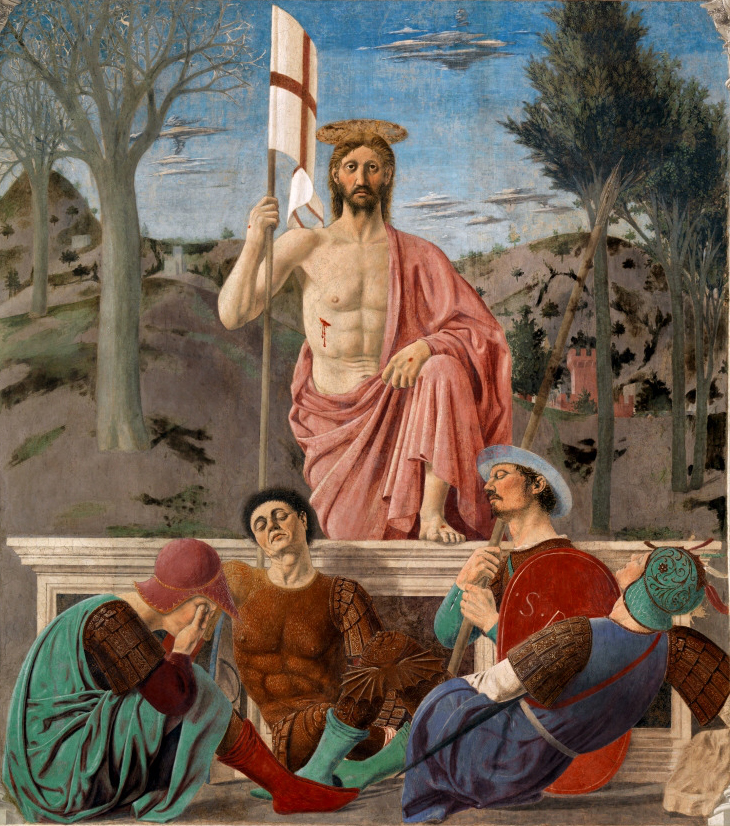
La resurrección de Cristo, de Piero della Francesca

El estilo de Flandes se manifiesta a través de una composición limpia, trazos finos y los perfiles de los soldados que componen la escena. Toda la obra manifiesta un carácter clasicista patente en el mármol del sepulcro como en el propio manejo anatómico de la figura de Cristo. La tradición de la escuela flamenca en el pintor se ve manifiesta en el manejo de los celajes y en la policromía de los mármoles plasmados en la obra, en tanto la tradición hispana se observa en el uso de distintos planos diferenciados por la iluminación. En general la obra es un vínculo entre las tradiciones pictóricas medievales y las innovaciones estilísticas del primer Renacimiento. Esta obra recibió una gran influencia de la Resurrección de Piero della Francesca, pintada hacia 1460. Pertenece a la última etapa de Flandes como creador años antes de su fallecimiento. El artista tuvo una gran capacidad de adaptación al gusto de sus patrocinadores, y por ello es que existen variaciones tanto en el estilo como en la manufactura de sus obras